# Puzzle de Harvest Moon
Puzzle de Harvest Moon là một trò chơi giải đố phần phụ trong loạt Harvest Moon do Platinum-Egg Inc. phát triển và Natsume phát hành ngày 6 tháng 11 năm 2007.
Puzzle de Harvest Moon là phần đầu tiên trong loạt Harvest Moon của Natsume tách biệt với Story of Seasons của Marvelous (cho đến năm 2014 vẫn được tiếp thị là Harvest Moon ở thị trường phương Tây).

## Lối chơi
Puzzle de Harvest Moon là một trò chơi chiến lược, người chơi sẽ thu hoạch thực vật từ một cánh đồng nhỏ được chia sẻ bởi bốn người chơi khác. Động vật trong trang trại mà người chơi nhận được định kỳ tượng trưng cho khả năng đặc biệt trong một khu vực nhỏ; chẳng hạn như  chó sẽ bảo vệ một khu vực trong một khoảng thời gian ngắn nhằm ngăn những người chơi khác không được thu hoạch.
Tất cả người chơi sử dụng cùng một luống cây trồng nên người chơi có cơ hội phá hoại cây trồng của người khác nếu cần.
Puzzle de Harvest Moon có các nhân vật từ Harvest Moon: Back to Nature là các nhân vật có thể chơi được và bốn chế độ chơi đơn. Chế độ nhiều người chơi có tối đa bốn người chơi có thể chơi cùng nhau mà chỉ cần một thẻ trò chơi.

## Phát hành
Puzzle de Harvest Moon lần đầu tiên được công bố trên tờ rơi E3 2006 của Natsume. Kể từ đó, công ty đã âm thầm sản xuất và trò chơi xuất hiện lần đầu tiên tại E3 2007.

## Tiếp nhận
Puzzle de Harvest Moon nhận hầu hết các đánh giá tiêu cực, điểm tổng hợp chỉ 41/100 từ chuyên trang đánh giá Metacritic.
Các nhà phê bình cho rằng lối chơi giải đố không phù hợp với Trò chơi Harvest Moon. Game cũng nhận nhiều lời chỉ trích vì hướng dẫn  được cho là khiến trò chơi trở nên khó hiểu hơn và không có cốt truyện cho chế độ chơi đơn hoặc bất kỳ chế độ chơi mở rộng nào. The Gamer cho rằng Puzzle de Harvest Moon là phần mở đầu và cũng là kết thúc cho loạt, đánh dấu sự khởi đầu của một số nội dung bản địa hóa khá mờ ám khi sử dụng tên và hình ảnh của một thương hiệu nổi tiếng lâu đời.
GameSpot đề cập đến game như một bài tập viết nguệch ngoạc.